# ناکامورا کیجیه‌مون دوم
ناکامورا کیجیه‌مون دوم (انگلیسی: Nakamura Kichiemon II؛ زادهٔ ۲۲ مهٔ ۱۹۴۴) یک هنرپیشه اهل ژاپن است.